# Caulinia procurrens
Caulinia procurrens là một loài thực vật có hoa trong họ Hydrocharitaceae. Loài này được (Benth.) Kuntze mô tả khoa học đầu tiên năm 1891.